# Scotland (travhäst)
Scotland, född 1925 i USA, död 9 februari 1956 på Walnut Hall Farm i Lexington i Kentucky, var en amerikansk standardhäst. Han är ansedd som en av de viktigaste avelshingstarna inom utvecklingen av den amerikanska standardhästen.

## Historia
Scotland ägdes av Henry Oliver i Pittsburgh i Pennsylvania. Han började att tävla redan som tvååring, och som treåring kom hans genombrott, då han bland annat var tvåa i Hambletonian Stakes. Scotland tävlande fram till 1930, och var därefter verksam som avelshingst på Poplar Hill Farm i Kentucky. Han köptes i augusti 1936 av Dr. Ogden Edwards på Walnut Hall Farm i Kentucky. Scotland fick totalt 274 avkommor, varav 160 travare och 114 passgångare.
Scotland skapade en blodslinje inom utvecklingen av den amerikanska standardhästen, genom Hambletonian 10:s avkomma Happy Medium, som var hans farfars farfar. Scotlands blodslinje är överlägset den starkaste och mest framgångsrika grenen av Happy Mediums avkommor. 

### Blodslinje
Scotland blev far till bland annat Spencer, vilket ledde till att han senare blev farfar till Rodney. Rodney i sin tur blev far till Speedster, som senare blev far till Speedy Scot. Efter Speedy Scot grenar blodslinjen sig. En gren leder till Pine Chip, och den andra leder till Baltic Speed och Valley Victory.
Speedy Scots avkomma Arnie Almahurst är i sin tur far till Florida Pro, som dock inte var så framgångsrik i nordamerikansk avel. Han är dock far till Sugarcane Hanover, som tävlat med goda resultat i Europa.
| Scotland        |                |
| Spencer         |                |
| Rodney          |                |
| Speedster       |                |
| Speedy Scot     |                |
| Arnie Almahurst | Speedy Crown   |
| Ardon           | Speedy Somolli |
| Pine Chip       | Baltic Speed   |
|                 | Valley Victory |

Scotland avled den 9 februari 1956 på stuteriet Walnut Hall Farm i Lexington i Kentucky.